# Szviszlacs (Hrodnai terület)
Szviszlacs (Свiслач, oroszul Свислочь) város Fehéroroszország nyugati határának közelében, a Hrodnai terület Szviszlacsi járásának székhelye. A Belavezsszkaja Puscsa északi kapuja. Vasútállomás a Vavkaviszk-Hajnówka vonalon. Hrodnától 81 km-re délre fekszik. Vavkaviszktól országúton 30 km-re délnyugatra található.
1939-ben csatolták a BSZSZK-hoz, majd 1940-ben járási székhely lett. Tejkombinát, fafeldolgozás, építőanyagipar. A temetőben álló kis Kresztovozdvizsenszkaja-templom 1884-ben épült, az 1990-es években új templomot is építettek.

## Híres emberek
Gimnáziumában tanult Konsztantyin Kalinovszkij (1838-1864) fehérorosz forradalmár, az 1863-as felkelés egyik vezetője, akinek szobrot is állítottak. A városnak a holokauszt előtt számottevő zsidó lakossága volt, két híres rabbi, Aharon Kotler (1891-1962) és Samuel Belkin (1911-1966) is született itt, később mindketten az Amerikai Egyesült Államokban tevékenykedtek.